# クェルセタゲチン
クェルセタゲチン（クエルセタゲチン、quercetagetin）は、フラボノイドの一種であるフラボノールの一つ。ホシクサ属 (Eriocaulon) 植物に含まれている。

## 配糖体
クェルセタゲチン-6-O-β-D-グルコピラノシドがTagetes mandoniiから単離されている